# Ritratto di Fritza Riedler
Il Ritratto di Fritza Riedler è un dipinto del pittore austriaco Gustav Klimt del 1906.

## Descrizione
Il ritratto di Fritza Riedler è considerato l'inizio del famoso "periodo aureo" di Klimt: sono infatti chiaramente riconoscibili i tratti principali delle sue opere successive, tra cui l'uso della foglia d'oro e della foglia d'argento nei delicati rettangoli distribuiti nel intera opera. Essi indicano la crescente importanza che egli attribuiva all'aspetto decorativo e all'integrazione del design nell'arte. Questo sviluppo sarà più riconoscibile un anno dopo nel ritratto di Ritratto di Adele Bloch-Bauer I.
La figura femminile è ritratta seduta maestosamente su una poltrona astratta, decorata con piccolo forme geometriche di motivi ondulati che sembrano un tutt'uno con il vestito bianco che indossato. Tali decorazioni sembrano essere degli occhi e delle bocche e danno al quadro una forte valenza erotica. Dietro il suo capo si può notare un'aureola semicircolare che ricorda le vetrate in vetro piombato tipiche dell’architettura Art Deco e Liberty. Fritza Riedler sembra guardare l'osservatore con distanza e grande dignità. Allo stesso tempo è palpabile una certa tristezza, come se fosse prigioniera della sua stessa condizione sociale.
Il ritratto vive di una disposizione equilibrata fatta di rettangoli eleganti e sobri che si contrappongono a decori lussuosi, così come i colori freddi dell'abito e della poltrona risaltano sui colori caldi dello sfondo dato da grandi rettangoli privi di profondità. È la figura stessa che divide nettamente la tela in due porzioni suggerendo una simbologia tra il conscio e l'inconscio dell’essere, il tutto impregnato di iperrealismo  ed astrattismo che spingono l’arte di Klimt oltre il tipico stile Art Nouveau.
Questa strutturazione del dipinto era già stata proposta dall’artista nel Ritratto di Margaret Stonborough-Wittgenstein.
Dal 1937, il dipinto fa parte della collezione del museo del Belvedere di Vienna.

## Influenze artistiche

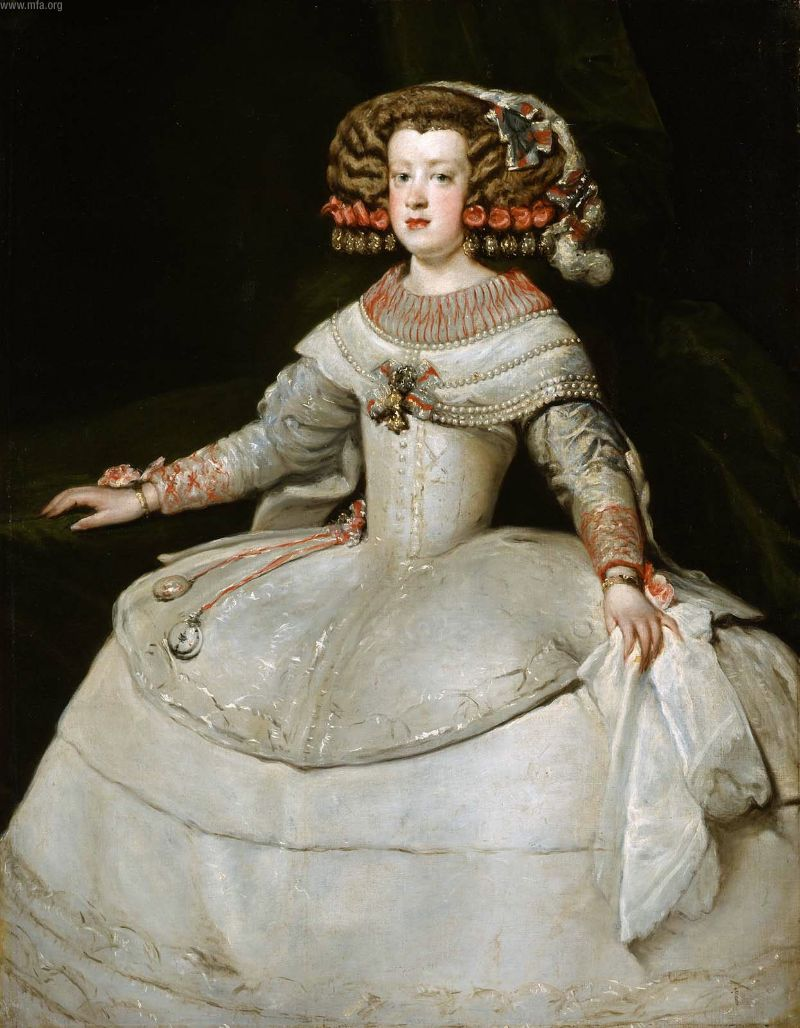
Rittrato dell'Infanta Maria Teresa di Spagna di Diego Velázquez, dipinto nel 1653 ed esposta al Kunsthistorisches Museum di Vienna.

In questo opera Klimt elabora un design geometrico ispirato dal suo lungo studio sulle forme lineari degli elementi di arte egizia che qui sono ben visibili nell'aureola che cinge il capo della figura femminile.
Quando Klimt vide il dipinto dell'infanta Maria Teresa del pittore spagnolo Diego Velázquez ne rimase particolarmente affascinato, tanto che nel ritratto di Fritza Riedler sono chiare le reminiscenza che vanno dall’acconciatura alla regalità della posa, come anche dalla tensione tra il figurativo e l'astratto fino allo stato d’animo del personaggio.

## La modella
Di Friederika, detta "Fritza", Langer si hanno poche informazione e di lei non esiste neanche un solo frammento fotografico.
Nacque il 9 settembre 1860 da un'importante famiglia berlinese. Sposò l'ingegnere Alois Riedler, illustre professore di ingegneria meccanica dell'Università di Berlino e Vienna. Vissero tra Berlino e Vienna, dove facevano parte dell'alta società. La coppia non ebbe figli. Fritza morì nel 1927 e Alois nel 1936.

## Galleria d’immagini
Gli schizzi, datati 1904-1905, dimostrano che quest’opera richiese molto tempo per essere realizzata. I dettagli presenti nei disegni indicano l’importanza che Klimt dava alla preparazione delle sue creazioni.

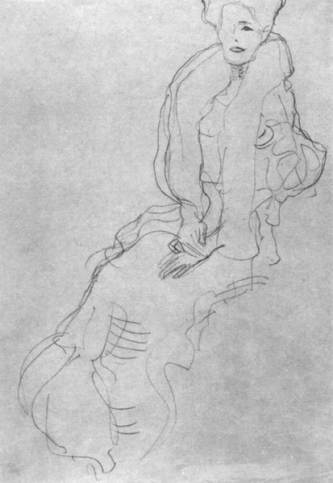
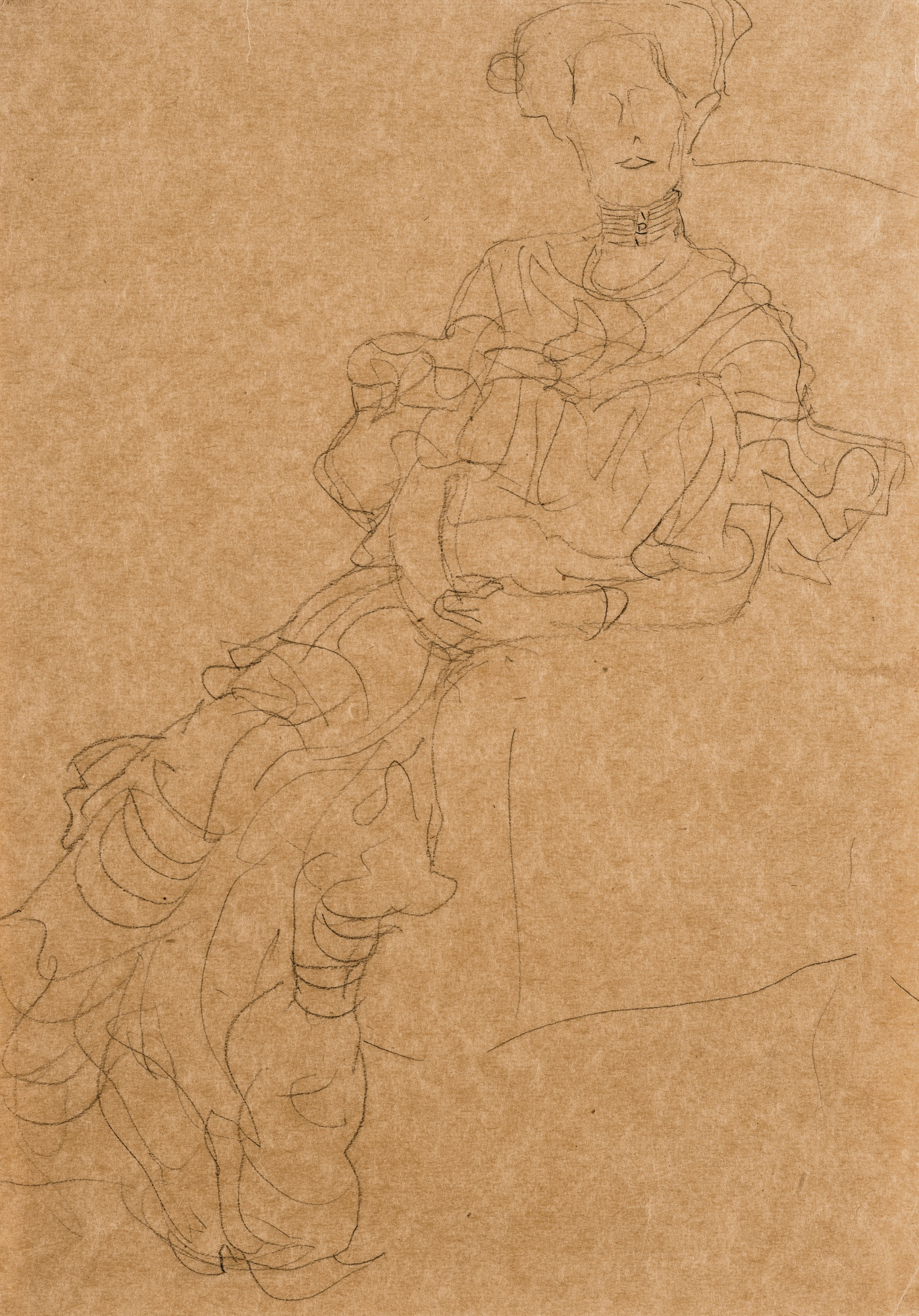
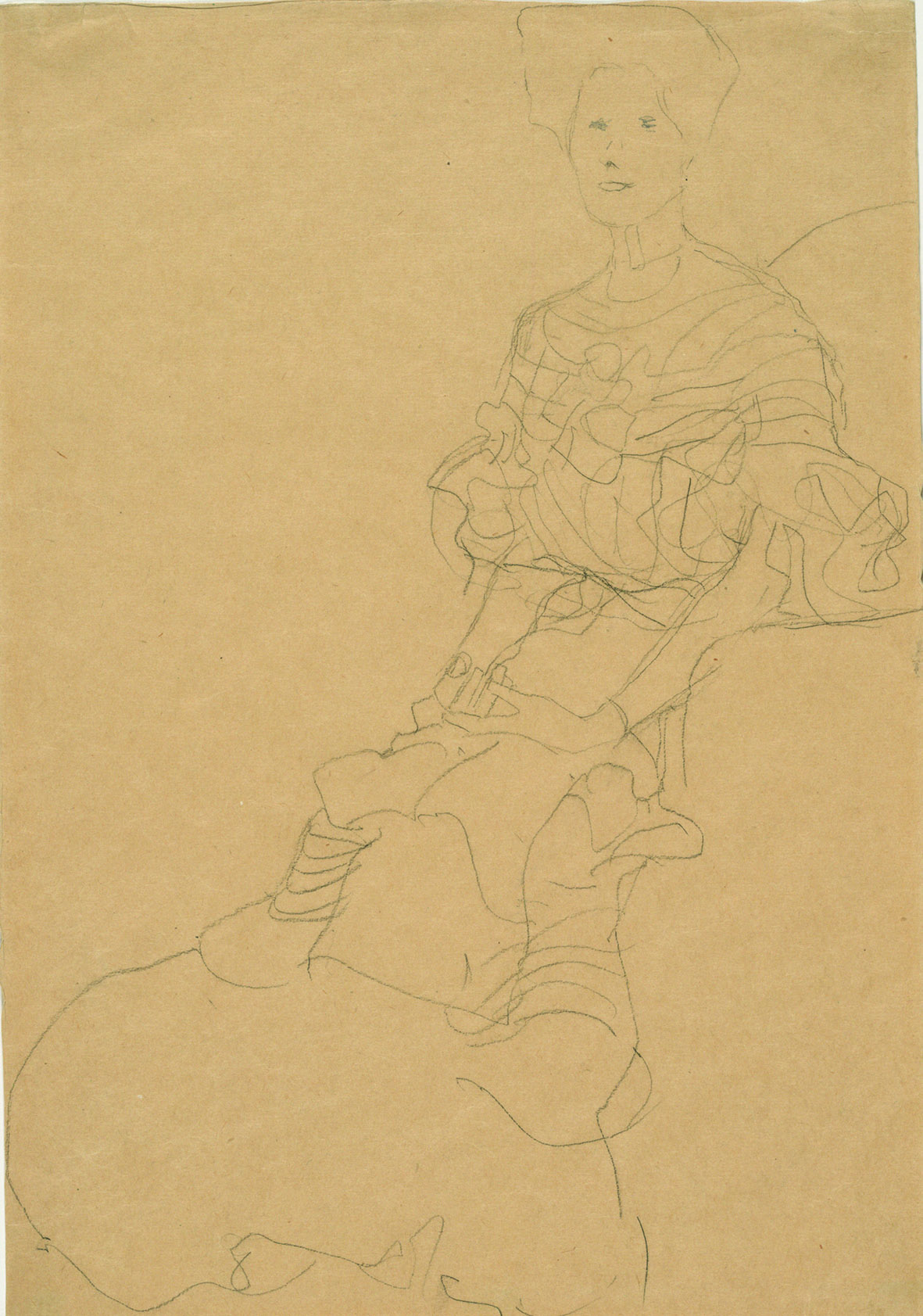
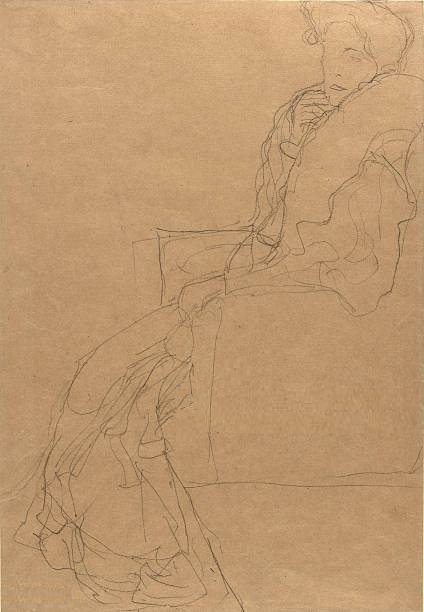